# گلی در شوره‌زار
گلی در شوره‌زار فیلمی به کارگردانی  و نویسندگی مهدی رئیس فیروز محصول سال ۱۳۴۰ است.

## بازیگران
- ایرج قادری
- تهمینه
- تقی ظهوری
- همایون
- اشرف کاشانی
- حسن رضیانی
- دیانا